# (32930) 1995 SC4
1995 SC4 (asteroide 32930) é um asteroide da cintura principal. Possui uma excentricidade de 0.16856240 e uma inclinação de 4.25560º.
Este asteroide foi descoberto no dia 24 de setembro de 1995 por Stephen P. Laurie em Church Stretton.